# Nettie Witziers-Timmer
Jeanette Josephina Maria (Nettie) Witziers-Timmer (Amsterdam, 22 juli 1923 - aldaar, 25 januari 2005) was een Nederlandse atlete, die zich had toegelegd op de sprintnummers. Zij nam eenmaal deel aan de Olympische Spelen en werd bij die gelegenheid kampioene op de 4 x 100 m estafette.

## Biografie

### Records op estafettenummers
Nettie Witziers-Timmer behaalde haar grootste successen niet als individuele atlete, maar als lid van estafetteteams. Geroemd werd zij vooral om haar voortreffelijke wisseltechniek. Tekenend voor haar carrière is, dat zij geen enkele nationale titel veroverde, terwijl zij in estafetteverband eenmaal een olympische en eenmaal een Europese gouden medaille veroverde en bovendien driemaal een wereldrecord en zevenmaal een nationaal record vestigde. En dat, terwijl ze in de Tweede Wereldoorlog de hongerwinter van 1944 nauwelijks had weten te overleven...!
In het voorjaar voorafgaand aan de winter die haar bijna fataal werd, vestigde Nettie Timmer voor de eerste maal de aandacht op zich door samen met Martha Adema, Gerda Koudijs en Fanny Blankers-Koen in 48,8 een wereldrecord te lopen op de 4 x 110 yd estafette. Enkele maanden later liet een vrouwenteam, bestaande uit Fanny Blankers-Koen, Lies Sluijters, Gerda Koudijs en alweer Nettie Timmer met een tijd van 1.41,0 op de 4 x 200 m een tweede wereldrecord optekenen. Dat dit wereldrecord in oorlogstijd werd afgepakt van een Duits team, was extra reden voor grote vreugde.

### Europees estafettekampioene
Bij de Europese kampioenschappen van 1946 in Oslo werd de eerste gouden medaille binnengehaald. In de nationale recordtijd van 47,8 was het kwartet Fanny Blankers-Koen, Martha Adema, Gerda Koudijs en Nettie Timmer op de 4 x 100 m estafette iedereen te snel af.
In de winter van 1947 werd Nettie Timmer op basis van haar eerdere prestaties opgenomen in de selectie voor de Olympische Spelen van 1948. De wekelijkse trainingen stonden onder leiding van Jan Blankers, de echtgenoot van Fanny Blankers-Koen, en vonden plaats in de bossen van het Gooise Natuurreservaat bij Hilversum. Het was een revolutionaire aanpak voor een tijd waarin topvorm vooral werd bepaald door het klimaat: als de lente kwam, kwamen de spikes tevoorschijn. Voor de olympische kandidaten werden deze trainingen verplicht gesteld. Voor hen gold bovendien, dat zij vanaf 1 december 1947 tot aan de Olympische Spelen in Londen geen nevensport in wedstrijdverband mochten beoefenen. Deze maatregel trof onder meer Nettie Timmer, die op hoog niveau aan handbal deed. Het verbod werd zonder morren geaccepteerd.
In de olympische voorbereiding werd zo min mogelijk aan het toeval overgelaten. Zo kregen de olympische kandidaten tijdens de voedselbeperkingen na de oorlog extra bonnen voor suiker, vlees, boter, brood en kaas. Ook werd het trainingsschema van Nettie Timmer door Jan Blankers aangepast. Zij had namelijk nog steeds last van de gevolgen van de oorlog, haar lichaam kon eenvoudigweg de 200 m niet aan. 'Het was een wijze beslissing, hij zag wel dat ik de kantjes er niet van afliep en dat ik mijn uiterste best zou doen.'

### OS 1948
De hoge verwachtingen rond de estafetteploeg, in 1946 in Oslo gewekt en in de voor die tijd Spartaanse voorbereiding in het Gooise Natuurreservaat verder inhoud gegeven, kwamen in 1948 op het voor sporters ultieme toernooi, de Olympische Spelen in Londen, volledig uit. In de samenstelling Xenia Stad-de Jong, Gerda van der Kade-Koudijs, Nettie Witziers-Timmer en Fanny Blankers-Koen snelde de 4 x 100 m estafetteploeg in 47,5 naar de gouden medaille. Een historisch feit, aangezien het internationaal nog niet eerder was voorgekomen dat een team bestaande uit vier getrouwde vrouwen een dergelijke prestatie leverde. Enkele weken daarvoor had ditzelfde viertal het record op de 4 x 110 yards van 48,8 reeds verpulverd en gebracht op 47,4.
Nettie Witziers-Timmer was draagster van het erekruis van de KNAU. Zij overleed op 81-jarige leeftijd, exact een jaar na Fanny Blankers.

## Internationale kampioenschappen
| Onderdeel | Titel               | Jaar |
| --------- | ------------------- | ---- |
| 4 x 100 m | olympisch kampioene | 1948 |
|           | Europees kampioene  | 1946 |

## Persoonlijke records
| Onderdeel   | Prestatie | Datum            | Plaats    |
| ----------- | --------- | ---------------- | --------- |
| 100 m       | 12,3 s    | 20 augustus 1944 | Amsterdam |
| 200 m       | 25,5 s    | 4 augustus 1946  | Amsterdam |
| verspringen | 5,56 m    | 1944             |           |

## Onderscheidingen
- Unie-erekruis in goud van de KNAU - 1961

1928: Rosenfeld, Smith, Bell, Cook ·
1932: Carew, Furtsch, Rogers, Von Bremen ·
1936: Bland, Rogers, Robinson, Stephens ·
1948: Stad-de Jong, Witziers-Timmer, van der Kade-Koudijs, Blankers-Koen ·
1952: Faggs, Jones, Moreau, Hardy ·
1956: Strickland, Croker, Mellor, Cuthbert ·
1960: Hudson, Williams, Jones, Rudolph ·
1964: Ciepły, Kirszenstein, Górecka, Kłobukowska ·
1968: Ferrell, Bailes, Netter, Tyus ·
1972: Krause, Mickler-Becker, Richter, Rosendahl ·
1976: Oelsner, Stecher, Bodendorf, Eckert ·
1980: Müller, Wöckel, Auerswald, Göhr ·
1984: Brown, Bolden, Cheeseborough, Ashford ·
1988: Brown, Echols, Griffith-Joyner, Ashford ·
1992: Ashford, Jones, Guidry, Torrence ·
1996: Devers, Miller, Gaines, Torrence ·
2000: Fynes, Sturrup, Davis, Ferguson ·
2004: Lawrence, Simpson, Bailey, Campbell ·
2008: Borlée, Mariën, Ouédraogo, Gevaert ·
2012: Madison, Felix, Knight, Jeter ·
2016: Madison, Felix, Gardner, Bowie ·
2020: Williams, Thompson-Herah, Fraser-Pryce, Jackson ·
2024: Jefferson, Terry, Thomas, Richardson